# Adieu (Balzac)
Pour les articles homonymes, voir Adieu.
Adieu est une nouvelle de Balzac, datée par lui-même de 1830. La première partie du texte paraît en prépublication dans l’hebdomadaire d’Émile de Girardin, La Mode, deux mois plus tard la même année, sous le titre Souvenirs soldatesques. Adieu. Elle est alors sous-titrée : Les Bonshommes, et les deux autres parties paraissent en juin de la même année dans le même hebdomadaire avec les sous-titres Le Passage de la Bérésina et La Guérison. À cette date, Balzac comptait intégrer la nouvelle dans les Scènes de la vie militaire. Mais, dès 1832, le texte figure dans les Scènes de la vie privée aux éditions Mame, puis en 1834 aux éditions Werdet dans les Études philosophiques de La Comédie humaine, où la nouvelle est maintenue pour l’édition Furne 1846,.
Le récit se déroule sur deux plans : le présent du personnage principal, Philippe de Sucy, de son compagnon le marquis d’Albon et de la scène dont ils sont témoins : l’apparition de la comtesse Stéphanie de Vandières sous des frondaisons, en 1819 ; et le retour en arrière sur un épisode de la retraite de Russie des troupes impériales, en 1812, lors du passage de la Bérézina où cette même comtesse et le baron de Sucy vont être séparés de façon tragique.

## Résumé
La comtesse Stéphanie de Vandières, qui avait suivi son vieux mari, le général de Vandières, dans la campagne de Russie, a été sauvée par son ami d'enfance, le major Philippe de Sucy, lors du passage de la Bérézina. Au moment de leur séparation, la jeune femme, prise de panique crie : « Adieu ! » à son amant resté sur l'autre berge.
À l'automne 1820, après être resté prisonnier des Cosaques pendant six ans et de retour en France depuis onze mois, Philippe de Sucy, devenu colonel, aperçoit, lors d'une partie de chasse dans le parc d'un ancien prieuré à moitié en ruines, le château des Bons-Hommes, près de L'Isle-Adam, la silhouette fantomatique, mais toujours d’une étrange beauté, d'une femme qui ne cesse de répéter le mot « adieu ». Une paysanne sourde-muette, Geneviève, veille sur elle. Le colonel croit reconnaître Stéphanie de Vandières qu'il n'avait jamais revue depuis. L’émotion est si forte que le colonel s’évanouit. Monsieur de Granville (le magistrat intègre d’Une ténébreuse affaire, le juge Granville) et sa femme, qui habitent non loin de là, lui font respirer des sels.
Le surlendemain, Philippe de Sucy, qui a retrouvé ses esprits, charge son ami, le marquis d'Albon, d'aller au château vérifier qu'il ne s'est pas trompé.  Là, l'oncle de Stéphanie qui l’a recueillie, le docteur confirme l’impression de Philippe : la jeune femme errant dans le parc est bien la maîtresse tant aimée et recherchée depuis longtemps.
Ici, le vieil oncle commence le récit  de l'épisode de la campagne de Russie lors de la retraite des armées napoléoniennes et plus particulièrement le fameux passage de la Bérézina.
Philippe de Sucy, à qui son ami d'Albon a confirmé l'identité de la jeune femme, découvre avec horreur que le comportement de Stéphanie ressemble à celui d’un animal. Il essaie de convaincre le docteur Fanjat de tenter un traitement sur la jeune femme. Il est persuadé qu'un choc émotionnel puissant peut lui faire recouvrer la raison, ce qui n'est pas l'avis du docteur qui, pourtant, tente l’expérience.
Après plusieurs tentatives, il décide de reproduire devant Stéphanie la scène de leur tragique séparation sur la Bérézina. La mémoire de Stéphanie revient tout d’un coup, mais le retour à la réalité est une sensation trop forte pour la jeune femme, qui en meurt. 
Dix ans plus tard, le colonel, devenu général, « abandonné de Dieu », se  suicide.